# STAiNY
STAiNY（ステイニー）は、2021年1月2日にデビューしたFreeK-Laboratory所属の日本の女性アイドルグループ。

## 概要
事務所の先輩にあたる「//ネコプラ//」の妹グループとして、FreeK-Laboratoryより2021年1月にデビュー。
グループのコンセプトとして【カワイイ×沸ける】を掲げている。

## 略歴

### 2021年
- 1月2日 - 新木場STUDIO COASTにて行われた事務所主催イベント「FreeKなりの甲子園」にてデビュー。
- 4月1日 -  1stワンマンライブ「僕らが世界を染めていく。」をTSUTAYA O-EASTにて開催[2]。
- 4月16日 - グループ初の音源解禁として、「ワンダフルライフ」と「パリパリパーリナイッ！」の2曲が各種サブスクリプションにて配信開始[3]。
- 6月4日 - 治療専念のため休養中であった新井ゆうりが同日付で活動を終了[4]。
- 7月3日 - 幕張海浜公園にて行われた「超NATSUZOME2021」にて、新メンバーの南なぎさをお披露目[5]。
- 8月13日 - 話し合いを重ねた結果として、南なぎさが同日付で活動を終了[6]。
- 10月3日 - TOKYO IDOL FESTIVAL 2021に初出演。メインステージ争奪LIVE WINNERステージにおいて、メインステージでのパフォーマンスも行った[7][8]。
- 11月30日 - 持病の精神的不調が続いているとして、白瀬ひよりが同日付で活動を終了[9]。

### 2022年
- 1月16日 - 「STAiNY 1周年ワンマンライブ」をSpotify O-EASTにて開催。体調不良により佐野・伊藤が欠席となった為、4名でのステージとなった[10]。
- 2月11日 - 「STAiNY リベンジ1周年ワンマンライブ」を新宿ReNYにて開催。同ライブをもって永瀬かのんが活動を終了[11][12]。
- 2月12日 - Veats Shibuyaにて行われた「STAiNY 2nd STAGE〜新体制お披露目〜」公演において、新メンバーの浜辺千夢、篠崎ここ、松岡ななかの3名をお披露目[13]。
- 8月5日・7日 - TOKYO IDOL FESTIVAL 2022に出演[14][15]。
- 2023年8月31日発売、集英社『週刊ヤングジャンプ』におけるサキドルエース SURVIVAL第13弾に、浜辺がグループを代表しエントリー[16]。
- 9月8日 - 12月をもって伊藤れいかが卒業することを発表[17]。
- 12月19日 - 大月ももなが加入[18]。

### 2023年
- 12月12日 - 東雲あめが12月28日に、篠崎ここが翌年1月6日に卒業することを発表。合わせて、1月4日から新メンバーが2人加入する[19]。

### 2024年
- 4月6日 - 12日に松井ゆきなが卒業することを発表。それに伴い、新メンバーが加入する。

## メンバー

### 現メンバー
| 名前                        | カラー   | 誕生日   | 活動期間        | 備考                               |
| --------------------------- | -------- | -------- | --------------- | ---------------------------------- |
| 浜辺 千夢 はまべ ちむ       | 白       | 11月21日 | 2022年2月12日〜 | シャニムニ＝パレードからの長期留学 |
| 夜空 りな よぞら りな       | 紫       | 2月27日  | 2024年1月4日〜  |                                    |
| 櫻井 ほの さくらい ほの     | 青       | 4月5日   | 2024年4月13日～ |                                    |
| 希羽 そら きはね そら       | 緑       | 10月11日 | 2024年4月13日～ |                                    |
| 花瀬 さな はなせ さな       | ピンク   | 8月29日  | 2024年4月13日～ | 元SAY-LA                           |
| 佐々木 ひまり ささき ひまり | オレンジ | 6月21日  | 2024年10月6日〜 |                                    |
| 神崎 あゆみ かんざき あゆみ | 赤       | 2月13日  | 2024年10月6日〜 | 元#PEXACOA                         |
| 水城 なゆ みずき なゆ       | 水色     | 8月20日  | 2025年5月31日〜 | 元ミクチャより                     |

### 元メンバー
| 名前                        | カラー   | 誕生日   | 活動期間                     | 備考                                               |
| --------------------------- | -------- | -------- | ---------------------------- | -------------------------------------------------- |
| 新井 ゆうり あらい ゆうり   | 紫       | 3月22日  | 2021年1月2日〜2021年6月4日   |                                                    |
| 南 なぎさ みなみ なぎさ     | オレンジ |          | 2021年7月3日〜2021年8月13日  | 活動終了後「ミニチュー」に加入。                   |
| 白瀬 ひより しらせ ひより   | 水色     | 10月22日 | 2021年1月2日〜2021年11月30日 | 元:究極人形 元:Cent Heaven 元:欲バリセンセーション |
| 永瀬 かのん ながせ かのん   | 白       | 6月29日  | 2021年1月2日〜2022年2月11日  | 元:アキシブproject 元ネコプラpixx.                 |
| 伊藤 れいか いとう れいか   | 黄       |          | 2021年1月2日～2022年12月28日 |                                                    |
| 東雲 あめ しののめ あめ     | 赤       | 6月30日  | 2021年1月2日〜2023年12月28日 |                                                    |
| 篠崎 ここ しのざき ここ     | 紫       | 9月18日  | 2022年2月12日〜2024年1月6日  | シャニムニ＝パレードからの長期留学                 |
| 松井 ゆきな まつい ゆきな   | 青       | 1月6日   | 2021年1月2日〜2024年4月12日  | 元:elsy                                            |
| 葉月 ゆりか はづき ゆりか   | 緑       | 8月29日  | 2021年1月2日〜2024年4月29日  | SRF所属                                            |
| 佐野 もか さの もか         | ピンク   | 2月18日  | 2021年1月2日〜2024年5月5日   |                                                    |
| 鈴音 こはる すずね こはる   | 水色     | 2月24日  | 2024年1月4日〜2024年9月11日  | 元#PEXACOA                                         |
| 松岡 ななか まつおか ななか | オレンジ | 4月16日  | 2022年2月12日〜2024年9月29日 |                                                    |
| 大月 ももな おおつき ももな | 赤       | 10月10日 | 2023年1月2日〜2025年4月27日  |                                                    |

## 作品

### 楽曲一覧
| #  | 初披露日      | 曲名                       | MV | ライブ映像 | 配信 | 備考                       |
| -- | ------------- | -------------------------- | -- | ---------- | ---- | -------------------------- |
| 1  | 2021年1月2日  | ワンダフルライフ           |    | ○          | ○    |                            |
| 2  | 2021年1月2日  | パリパリパーリナイッ！     |    | ○          | ○    |                            |
| 3  | 2021年1月2日  | テリテルミー               |    | ○          | ○    |                            |
| 4  | 2021年2月13日 | 恋餃子                     |    | ○          | ○    |                            |
| 5  | 2021年3月7日  | #CandyCandy                |    | ○          | ○    |                            |
| 6  | 2021年4月1日  | ちょっとマテ茶！           |    | ○          | ○    |                            |
| 7  | 2021年5月1日  | 超アラビアンダンジョン中！ |    |            | ○    |                            |
| 8  | 2021年6月19日 | サマラブゲッチュッ☆        |    |            | ○    |                            |
| 9  | 2021年7月23日 | スターシャインパーク       | ○  |            | ○    |                            |
| 10 | 2021年8月28日 | マジ×コイ×トリガー         |    | ○          | ○    |                            |
| 11 | 2021年9月18日 | 6秒エンパシー              | ○  | ○          | ○    |                            |
| 12 | 2022年1月16日 | STAiME                     |    | ○          | ○    |                            |
| 13 | 2022年3月12日 | 恋するインベーダー         |    | ○          |      |                            |
| 14 | 2022年4月17日 | キミ星ディスティネーション |    |            |      | 初のメンバープロデュース曲 |
| 15 | 2022年5月30日 | コズミックサマー           |    |            |      |                            |
| 16 | 2022年8月5日  | スターゲイザー             |    |            |      |                            |

### 個人Twitter
- 浜辺千夢 (@chimu_hamabe) - X（旧Twitter）
- 大月ももな (@momona_otsuki) - X（旧Twitter）
- 夜空りな (@yozora_rina) - X（旧Twitter）
- 櫻井ほの (@Hono_Sakurai) - X（旧Twitter）
- 希羽そら (@sora_kihane) - X（旧Twitter）
- 花瀬さな (@sana_hanase) - X（旧Twitter）
- 佐々木ひまり (@Himari__Sasaki) - X（旧Twitter）
- 神崎あゆみ (@Ayumi__Kanzaki) - X（旧Twitter）

### 個人Instagram
- 浜辺千夢 (@chimu_hamabe) - Instagram
- 大月ももな (@momonyan__10) - Instagram
- 夜空りな (@rina_yozora) - Instagram
- 櫻井ほの (@hono_sakurai) - Instagram
- 希羽そら (@sora_kihane) - Instagram
- 花瀬さな (@yukinababy2) - Instagram
- 神崎あゆみ (@ayumi_kanzaki) - Instagram
- 佐々木ひまり (@hima.risasaki) - Instagram